# Kleinkastell Feldheimer Wald
Das Kleinkastell Feldheimer Wald war ein römisches Grenzkastell an der nördlichen Wetteraustrecke des Obergermanischen Limes, der im Jahre 2005 den Status des UNESCO-Weltkulturerbes erlangte. Das durch seine Bodenverformungen im Gelände noch erkennbare Bodendenkmal befindet sich westlich von Hungen, einer Stadt im Landkreis Gießen in Hessen.

## Lage und Forschungsgeschichte

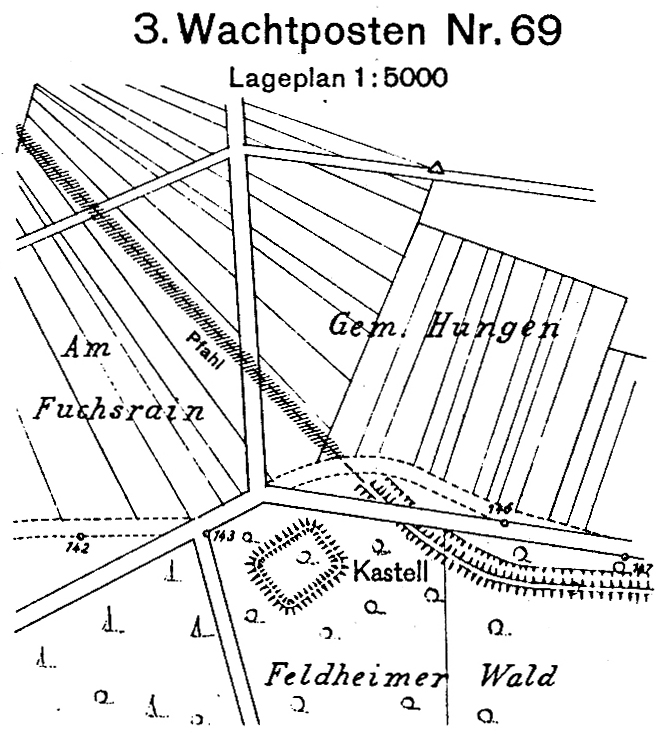
Plan des Kleinkastells nach den Befunden der Reichs-Limeskommission

Das Kleinkastell Feldheimer Wald liegt rund zwei Kilometer westsüdwestlich vom Zentrum des heutigen Ortes Hungen entfernt. Es befindet sich in der Nordecke des „Feldheimer Waldes“, unweit des nördlichen Waldrandes zu den landwirtschaftlich genutzten Flächen hin. Der Name des Waldes bezieht sich auf keine moderne Siedlung, sondern auf die Wüstung Feldheim, ein nahe gelegenes, untergegangenes Dorf.
In antiker Zeit schlossen die Kleinkastelle Feldheimer Wald und Langsdorf die Lücke in der Grenzüberwachung zwischen den größeren Kastellen Inheiden und Arnsburg. Den Kleinkastellen oblag die Überwachung von Limesübergängen, von ihnen aus wurden zum Teil die Besatzungen der Wachtürme und die Grenzstreifen abkommandiert. In friedlichen Zeiten bestanden diese Dienste zumeist in der Kontrolle des Personen- und Warenverkehrs.
Das kleine Kastell wurde 1842 von dem Inheidener Revierförster Henkel entdeckt und bereits 1843/1844 durch den Rentamtmann Christian Wilhelm Fabricius im Auftrag des Grafen Otto zu Solms-Laubach näher untersucht. Damals konnte die einstige Umwehrung noch als 0,25 m hoher Damm nachvollzogen werden. Seine erste schriftliche Erwähnung fand das Kastell 1843 in der von Johann Philipp Dieffenbach verfassten Urgeschichte der Wetterau und später dann bei Karl August von Cohausen. Die Untersuchungen der Reichs-Limeskommission (RLK) schließlich fanden in den Jahren 1896/1897 unter der Leitung des Streckenkommissars Friedrich Kofler statt. Im Jahr 2008 wurde eine geoelektrische Prospektion durchgeführt, die aber nur ein ungenügendes Messbild ergab. Auf Grund dessen fand 2009 eine zweite Begehung mit dem Georadar statt. Nun konnte das Kleinkastell nach den neuesten Gesichtspunkten eingemessen werden. Doch auch jetzt blieb die einstige Innenbebauung noch immer unklar.

## Befunde

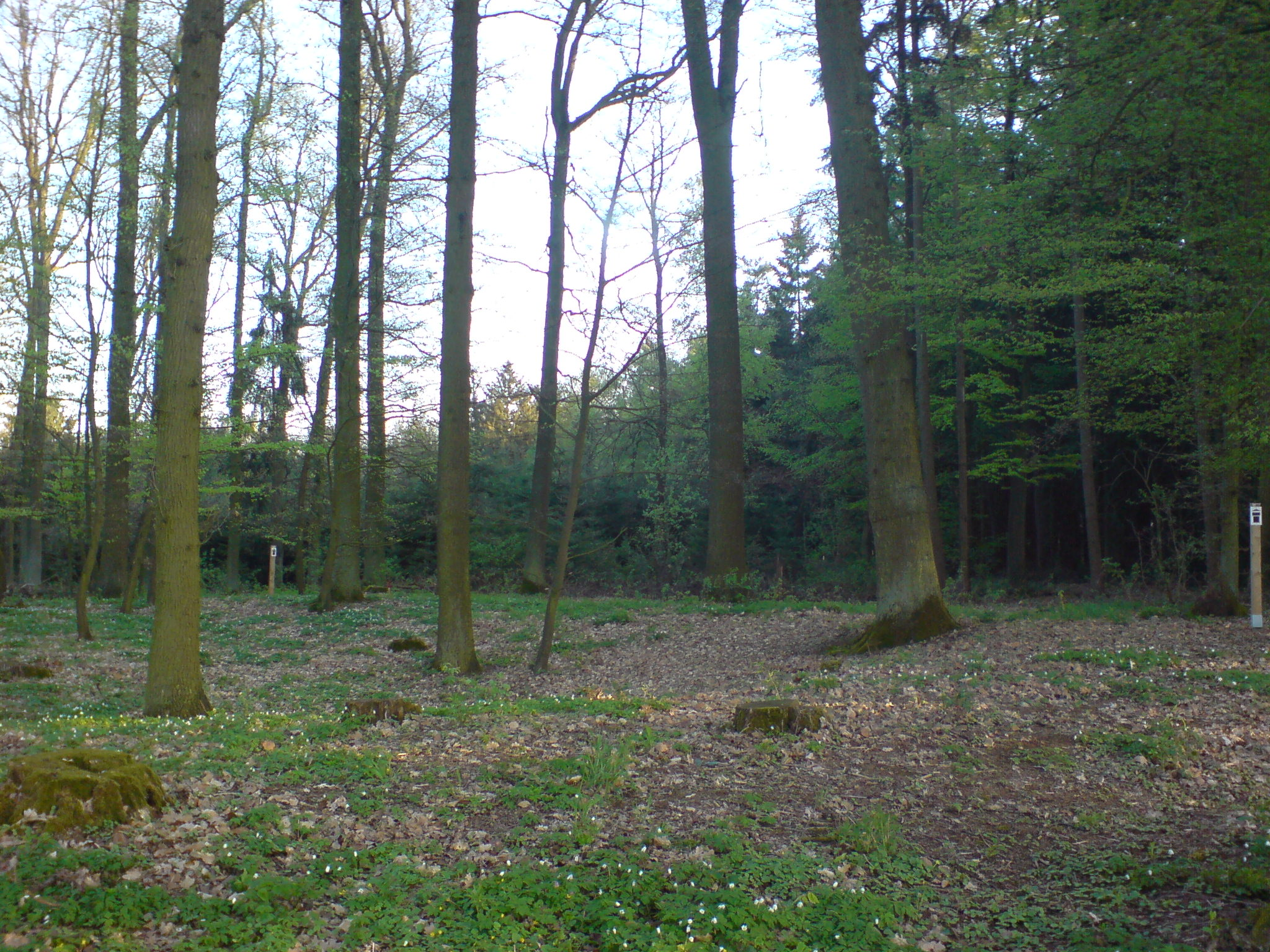
Blick von Norden auf das Kastellgelände

Mit seinen rund 26 Metern Breite und 34,7 Metern Länge bedeckte das Militärlager eine Fläche von ungefähr 890 m² und war damit ein für den Verlauf des Obergermanischen Limes typisches Kleinkastell. Die an ihren Ecken abgerundete Umwehrung bestand aus einer stark vermörtelten Mauer.
Die Ausgräber der Jahre 1843/1844 wollen das vermutlich einzige Tor auf der Südostseite festgestellt haben. Sollte das Lager dem üblichen Bauschema ähnlicher zeitgleicher Kleinkastelle folgen, dürfte der tatsächliche Zugang aber wohl eher zum Limes hin, also auf der Nordostseite zu vermuten sein.
Es konnten keine Spuren der Innenbebauung festgestellt werden. Diese Bauten waren entweder U-förmig oder seitlich einer Mittelgasse angeordnet und vermutlich aus Holz oder Fachwerk konstruiert.
Die Datierung des Kastells ist ungeklärt. Die hohe Fundkonzentration an Asche, Holzkohle und verziegeltem Lehm spricht für ein möglicherweise gewaltsames Ende der kleinen Fortifikation.
Der Name der Kastellbesatzung ist unbekannt, es dürfte sich um die Vexillatio einer der größeren benachbarten Auxiliartruppen gehandelt haben.

## Limesverlauf im Umfeld des Kastells
Der Limes ist nur auf einem kurzen Stück vor dem Kastell als leichte Erhöhung zu erkennen. Er ist durch den dort jahrhundertelang betriebenen Ackerbau nahezu vollständig verschliffen worden. Vom Nachbarkastell Langsdorf kommend, verläuft er zunächst von Nordwest nach Südost. Unmittelbar östlich des Kleinkastells beschreibt er aber einen Knick und zieht danach in annähernd östliche Richtung, bevor er auf Höhe des Wp 4/72 erneut in die südöstliche Verlaufsrichtung einschwenkt. Das Kastell befand sich im nördlichen Limesbogen in der Wetterau. In unmittelbarer Nachbarschaft standen die Wachtürme Wp 4/67-68 und Wp 4/70-71. Als Wp 4/69 wurde das Kleinkastell selbst bezeichnet.

## Denkmalschutz
Das Kleinkastell Feldheimer Wald und die umliegenden Limesanlagen sind als Abschnitt des Obergermanisch-Rätischen Limes seit 2005 Teil des UNESCO-Welterbes. Außerdem sind sie Bodendenkmale nach dem Hessischen Denkmalschutzgesetz. Nachforschungen und gezieltes Sammeln von Funden sind genehmigungspflichtig, Zufallsfunde an die Denkmalbehörden zu melden.